# Dernière nuit à Twisted River
Dernière nuit à Twisted River (titre original : Last Night in Twisted River) est le douzième roman de l'écrivain américain John Irving publié en 2009.

## Résumé
Le roman se passe sur cinquante ans et a comme sujet un garçon et son père qui fuient une communauté formée autour de l'exploitation forestière de Twisted River au bord de la rivière de même nom, affluent de la rivière Androscoggin, dans le nord du New Hampshire, après un tragique accident. Durant cette période, l'enfant devient un écrivain célèbre, auteur de huit romans semi-autobiographiques alors que son père exerce son métier de cuisinier dans divers restaurants.

## Personnages principaux
- Dominic Baciagalupo / Dominic Del Popolo / Tony Angel : cuisinier
- Daniel Baciagalupo / Danny Angel (Dan) : fils de Dominic devenu écrivain
- Ketchum : bûcheron de Twisted River, ami de Dominic
- Rosina Calogero (Rosie) : institutrice, épouse de Dominic
- Angelo / Angelù Del Popolo : jeune apprenti à Twisted River
- Jane l'Indienne (Injun Jane dans le texte original) : plongeuse au restaurant, nourrice de Daniel
- Pam Pack de Six (Six-Pack Pam dans le texte original) : compagne de Ketchum
- Constable Carl (le Cowboy) : policier local de Twisted River, compagnon de Jane
- Carmella del Popolo : mère d'Angelù
- Katie Callahan : épouse de Daniel
- Joe Baciagalupo : fils de Daniel et Katie
- Charlotte Turner : scénariste, promise à Daniel
- Amy Martin (Tombe du Ciel / Lady Sky dans le texte original) : aventurière, fantasme de Daniel

## Lieux
- Twisted River, New Hampshire : cantine des bucherons et ouvriers de la scierie
- North End, Boston, Massachusetts : restaurant Viscino a Napoli
- Putney, Vermont : maison de Danny et restaurant Benevento
- Iowa City, Iowa : restaurant le Mao
- Brattleboro, Vermont : restaurant l'Avellino
- Rosedale, Toronto, Ontario (Canada) : restaurant Chez Patrice devenu Baiser du Loup
- Turner Island, île dans baie Georgienne, près de Pointe au Baril (en), Ontario : maison de vacance des Turner

## Accueil critique
Le roman a été inclus dans la liste des « films, livres, show télévisés, albums et pièces les plus attendus de l'automne » par le New York Times en 2009.

## Éditions
Ce roman est d'abord publié dans sa version originale en anglais par Bloomsbury Publishing en 2009 puis sa traduction française par Josée Kamoun par les Éditions du Seuil en 2011. Il parait en format poche aux Éditions Points en 2012.